# Tobatí
Tobatí é uma cidade do Paraguai, Departamento Cordillera.
Em guarani, a palavra "tobatí" significa "cara branca".
Em 1583, o franciscano Luís de Bolaños fundou uma redução no lugar para evangelizar nativos da etnia guarani.

## Transporte
O município de Tobatí é servido pelas seguintes rodovias:
- Caminho em pavimento ligando a cidade ao município de Arroyos y Esteros
- Caminho em pavimento ligando a cidade ao município de Caacupé
- Caminho em pavimento ligando a cidade ao município de Primero de Marzo
- Caminho em terra ligando a cidade ao município de Eusebio Ayala
- Caminho em terra ligando a cidade ao município de Atyrá[2][3][4]